# May be tomorrow
「may be tomorrow」（メイ・ビー・トゥモロー）は、2003年11月26日にe-niceからリリースされた、安田美沙子のデビューシングルである。

## 収録曲
1. may be tomorrow
2. always
両楽曲とも、作詞・作曲・編曲：佐藤晃
3. may be tomorrow(instrumental)
4. always(instrumental)